# Акчарлак
Газета «Акчарлак» -  одно из ведущих периодических изданий Республики Татарстан. Издается на татарском языке с 2001 г. Учредителем является Народный артист РТ Габдельфат Сафин. Газета выходит 1 раз в неделю на 32 полосах формата А4. Тираж с 2001 года увеличился в 2,5 раза и составляет на 2011 год – 42 000 экземпляров. Тираж газеты сертифицирован. (Свидетельство № 616 от 28.05.2010 г.) Является победителем премии «Тираж - рекорд 2010 года» в номинации «Самая тиражная газета на национальном языке».
Газета имеет информационно-развлекательную направленность. «Акчарлак» освещает политическую, социально-экономическую, культурную, религиозную жизнь республики, страны и мира в целом. На страницах газеты публикуются аналитические материалы, статьи, репортажи,  поднимающие нравственные вопросы, проблемы молодежи, сельского и городского населения. Также  включает в себя интервью известных людей татарского края, тематические рубрики, пользующиеся популярностью у читателей («Телефон жалоб», «Муж и жена», «Здоровье» итд). «Акчарлак» - газета для всей семьи».
Аудитория издания обширна и разнообразна. «Акчарлак» читают представители учащейся и работающей молодежи, население среднего и преклонного возраста.
С 2003 года под издательством «Акчарлак» публикуются дополнительно 5 ежемесячных издания, выходящие отдельным тиражом: : «Ашыгыч ярдәм», «Уртак хисләр», «Авырмас өчен 101 кинәш», «Акчарлак сканворды», «Татар хатыны».